# Leandro Hassum
Leandro Hassum Moreira (Niterói, 26 de septiembre de 1973) es un actor, comediante, productor, guionista, presentador y actor de voz brasileño. es conocido por el humor Os Caras de Pau.  

## Carrera
Hassum comenzó a hacer teatro a la edad de 16 años, su debut en televisión fue en 1998 en un cameo en la telenovela Pecado Capital, en 1999 hizo una aparición especial en el programa Você Decide. Hizo pequeñas apariciones en La Patrona y El Color del Pecado. 
Participó en algunas películas de la presentadora Xuxa Meneghel como Xuxa Abracadabra, O Tesouro da Cidade Perdida y Xuxa Gêmeas.
En 2008, hizo su primer trabajo de doblaje en la película Bolt de Disney
La carrera de Leandro estalló en el programa humorístico Zorra Total donde trabajó hasta 2010. en 2010 ganó fama y reconocimiento en el sitwithout Os Caras de Pau junto al actor Marcius Melhem. 
En 2010, Hassum prestó su voz al villano-protagonista Gru de la animación Despicable Me, repitiendo también su asociación con Melhem.
en 2013 actuó en la comedia Divertics y el mismo año volvió a doblar a Gru en la secuela Despicable Me 2.
En 2014, Leandro tomó su primer papel fijo en telenovela, interpretó al minorista Barata en la telenovela Geração Brasil. en el mismo año protagonizó la película Os Caras de Pau em O Misterioso Roubo do Anel.
En 2015 realizó una participación en el programa Tomara Que Caia. En el mismo año fue una de las protagonistas de la serie Chapa Quente.
En 2016 hasta 2017, Leandro fue el protagonista de la serie A Cara do Pai emitida por Rede Globo, interpreta a Theo, el padre de Duda. 

### Vida personal
Hassum nació en Niterói pero vivió en Ilha do Governador. Su padre, fallecido en 2014, estaba implicado en el narcotráfico y formaba parte de la mafia italiana, Leandro dice en una entrevista que solo descubriría lo que realmente hizo su padre en 1994 a la edad de 21 años, cuando Carlos Alberto fue arrestado.
En 2014, Hassum se sometió a una cirugía bariátrica, ya que el comediante sufría de obesidad mórbida y complicaciones de salud, perdió más de 65 kg y comenzó a hacer dieta. Algunas personas criticaron la nueva apariencia de Leandro, afirmando que dejó de ser gracioso después de perder peso.

## Filmografía

### Televisión
| Año       | Título                          | Personaje                                    | Notas                                 |
| --------- | ------------------------------- | -------------------------------------------- | ------------------------------------- |
| 1998      | Pecado Capital                  | Marcos                                       | Episodio: 15 de diciembre             |
| 1999      | Você Decide                     | Dumbo Mendes                                 | Episodio: Transas de Família: Parte 1 |
| 2000-2010 | Zorra Total                     | Varios personajes                            |                                       |
| 2002      | A Padroeira                     | Vendedor                                     | Episodio: 4 de febrero                |
| 2003      | A Grande Família                | Comercializador                              | Episodio: Feitiço do Tédio            |
| 2003      | Xuxa No Mundo da Imaginação     | Detetive James Banha / Faustão Seguridad     | As Aventuras do Txutxucão             |
| 2004      | El color del pecado             | Vendedor de avestruces                       | Episodio: 9 de marzo                  |
| 2006      | Os Caras de Pau                 | Jorginho                                     |                                       |
| 2009      | Dança dos Famosos               | Sí mismo                                     | Temporada 5                           |
| 2010-2013 | Os Caras de Pau                 | Jorge Felipe Alburquerque Brandão (Jorginho) |                                       |
| 2012      | Encantadoras                    | Sí mismo                                     | Episodio: 22 de setembro              |
| 2013      | O Dentista Mascarado            | Sérgio Gomes                                 |                                       |
| 2013      | Flor del Caribe                 | Jeff Glam                                    | Episodio: 11-12 de septiembre         |
| 2013      | Divertics                       |                                              |                                       |
| 2014      | Hombre nuevo                    | Haroldo Barata Filho (Barata)                |                                       |
| 2015      | Tomara Que Caia                 | Capitão Orlando                              | Episodio: Um Sogro do Outro Mundo     |
| 2015-2016 | Chapa Quente                    | Genésio de Souza                             |                                       |
| 2016-2017 | A Cara do Pai                   | Théo Moreira                                 |                                       |
| 2019      | Escolinha do Professor Raimundo | Mazarito                                     | Temporada 5                           |
| 2019-     | Tá Pago                         | Presentador                                  |                                       |
| 2020      | 2000 e Vishhh                   | Presentador                                  |                                       |
| 2023-     | ¡A su servicio!                 | Suzano                                       |                                       |

### Cine
| Año  | Título                                                          | Personaje                      | Notas        |
| ---- | --------------------------------------------------------------- | ------------------------------ | ------------ |
| 1990 | Festinha de Arromba                                             | Champion Motel                 | Cortometraje |
| 2003 | Xuxa Abracadabra                                                | Barba Azul / Príncipe Sapo     |              |
| 2004 | Tainá 2: A Aventura Continua                                    | Zé Grilo                       |              |
| 2004 | O Tesouro da Cidade Perdida                                     | Bunzão                         |              |
| 2006 | Se Eu Fosse Você                                                | Maurício                       |              |
| 2006 | Irma Vap - O Retorno                                            | Luiz Alberto Jr. (Lula)        |              |
| 2006 | Muito Gelo e Dois Dedos d'Água                                  | Engraçadinho                   |              |
| 2006 | Xuxa Gêmeas                                                     | Zé Mané                        |              |
| 2006 | No Meio da Rua                                                  | Alcides                        |              |
| 2007 | Meteoro                                                         | Gordo                          |              |
| 2007 | O Tablado e a Maria Clara Machado                               | Sí mismo                       | Documental   |
| 2008 | Bolt                                                            | Rhino                          | Doblaje      |
| 2009 | O Mistério de Feiurinha                                         | Genio del espejo               |              |
| 2010 | Despicable Me                                                   | Gru                            | Doblaje      |
| 2010 | Muita Calma Nessa Hora                                          | Sargento Nabuco                |              |
| 2010 | Eu e Meu Guarda-Chuva                                           | Taxista brasileño en Praga     |              |
| 2012 | Se Puder... Dirija!                                             | Ednelson                       |              |
| 2012 | Até Que A Sorte Nos Separe                                      | Faustino Araújo Peixoto (Tino) |              |
| 2013 | Eu Não Faço A Menor Ideia do Que Eu Tô Fazendo Com A Minha Vida | Tío de Clara                   |              |
| 2013 | Despicable Me 2                                                 | Gru                            | Doblaje      |
| 2013 | Até Que A Sorte Nos Separe 2                                    | Faustino Araújo Peixoto (Tino) |              |
| 2014 | Vestido Pra Casar                                               | Fernando                       |              |
| 2014 | O Candidato Honesto                                             | João Ernesto Praxedes          |              |
| 2014 | Os Caras de Pau em O Misterioso Roubo do Anel                   | Jorginho                       |              |
| 2015 | Até Que A Sorte Nos Separe 3: A Falência Final                  | Faustino Araújo Peixoto (Tino) |              |
| 2017 | Malasartes E O Duelo Com A Morte                                | Esculápio                      |              |
| 2017 | Dona Flor e Seus Dois Maridos                                   | Teodoro Madrureira             |              |
| 2017 | Despicable Me 3                                                 | Gru / Dru                      | Doblaje      |
| 2018 | O Candidato Honesto 2                                           | João Ernesto Ribamar           |              |
| 2018 | Não Se Aceitam Devoluções                                       | Juca Valente                   |              |
| 2019 | Chorar de Rir                                                   | Nilo Perequê                   |              |
| 2019 | Simonal                                                         | Carlos Imperial                |              |
| 2019 | O Amor Dá Trabalho                                              | Anselmo                        |              |
| 2020 | Tudo Bem No Natal Que Vem                                       | Jorge                          |              |
| 2021 | O Auto da Boa Mentira                                           | Helder                         |              |